# Унеюв-Кольонія
Унеюв-Кольонія (пол. Uniejów-Kolonia) — село в Польщі, у гміні Харшниця Меховського повіту Малопольського воєводства.
Населення — 283 особи (2011).
У 1975-1998 роках село належало до Келецького воєводства.

## Демографія
Демографічна структура станом на 31 березня 2011 року:
|          | Загалом | Допрацездатний вік | Працездатний вік | Постпрацездатний вік |
| -------- | ------- | ------------------ | ---------------- | -------------------- |
| Чоловіки | 139     | 29                 | 92               | 18                   |
| Жінки    | 144     | 26                 | 81               | 37                   |
| Разом    | 283     | 55                 | 173              | 55                   |